# Donation de Constantin

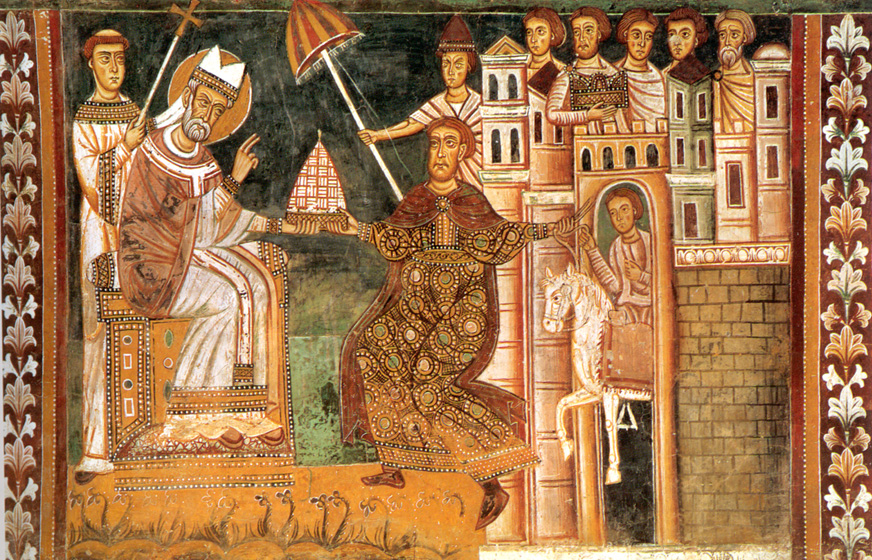
Fresque anonyme du XIIe siècle représentant la donation de Constantin (Rome, basilique des Quatre-Saints-Couronnés).

La donation de Constantin (en latin : Donatio Constantini) est une forgerie rédigée à l'époque carolingienne, par laquelle l'empereur Constantin Ier était censé avoir donné au pape Sylvestre l’imperium sur l'Occident en 315. La papauté s'en servit à partir de la fin du Ier millénaire pour justifier ses prétentions territoriales et politiques.
La démonstration de sa fausseté en 1440 par l'humaniste Laurent Valla est généralement considérée comme l'acte fondateur de la critique textuelle (herméneutique).
Si les motivations de la supercherie sont sujettes à spéculations, il est clair qu'elle servait les intérêts carolingiens et pontificaux.

## Contenu
Il comprend deux parties, la première (confessio) faussement datée du quatrième consulat de Constantin (315) et la seconde (donatio) faussement datée aussi du consulat de Ovinius Gallicanus (317).
La confessio fait état de la foi qui a été transmise à Constantin par le pape Sylvestre Ier. Elle décrit également comment ce dernier l'a guéri de la lèpre (épisode repris aux Acta Silvestri du Ve siècle) avant qu'il ne se convertisse.
La donatio est une énumération de territoires et de privilèges que Constantin donne au Pape :
- la primauté sur les Églises d'Orient ;
- les églises du Latran, de Saint-Pierre et de Saint-Paul-hors-les-Murs ;
- des biens dans diverses provinces de l'Empire ;
- le palais du Latran ;
- les insignes impériaux, et les insignes sénatoriaux à l'entourage du pape ;
- Rome, l'Italie et de manière générale l'Occident.

Elle se conclut par une déclaration de retrait de l'Empereur vers l'Orient, laissant ainsi l'Occident au pouvoir (potestas) du Pape.
L'existence du texte n'est pas attestée avant le milieu du IXe siècle. Il est intégré aux Décrétales pseudo-isidoriennes et se répand d'abord en Gaule carolingienne. Curieusement à Rome même, sa vogue est plus tardive. La donation est citée pour la première fois dans un acte pontifical en 979. Elle n'est pas utilisée comme argument avant 1053, dans un texte du cardinal Humbert de Silva Candida. Elle est ensuite intégrée au Decretum de Gratien.

## Remise en cause
Dès le XIIe siècle, les critiques se font jour. Dans l'Église orthodoxe, la donation est traduite en grec et critiquée par le théologien Jean Kinnamos, secrétaire de l'empereur byzantin Manuel Ier Comnène. L'argumentation est juridique : selon Kinnamos, Constantin a donné l’imperium au pape, lequel l'a confié à Charlemagne, considéré comme un imposteur. Or, pour Kinnamos, le pape n'avait pas le droit de se défaire de son pouvoir. Un peu plus tard, cette thèse est reprise par Théodore Balsamon, patriarche d'Antioche et protégé de l'empereur Isaac II Ange. Dans une lettre adressée à Innocent III, Balsamon explique que le transfert de l'Empire de Rome à Constantinople signe la déchéance de la première.

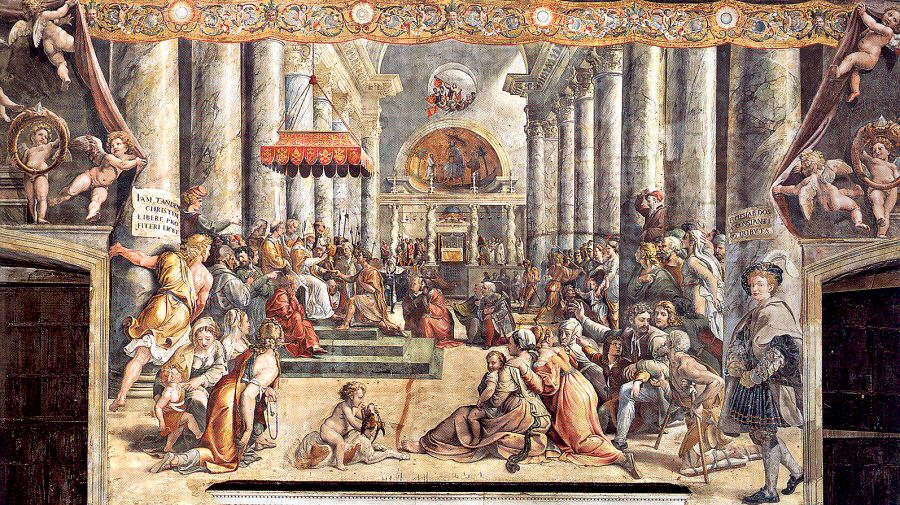
Atelier de Raphaël, La Donation de Rome. Chambres de Raphaël, Vatican (années 1520).

En Occident, Arnaud de Brescia voit dans la donation la main de l'Antéchrist, motif que reprendra Martin Luther par la suite : selon lui, seuls les laïcs peuvent posséder des biens. Il remet donc en cause la donation en même temps qu'il remet en cause toute possession ecclésiastique. Au XIVe siècle, Marsile de Padoue renverse le sens du texte : si l'empereur a accordé au pape des pouvoirs temporels, cela prouve bien la supériorité du premier sur le second. Guillaume d'Ockham met quant à lui en doute l'authenticité du texte.
En 1440, l'humaniste Laurent Valla entreprend un travail de critique textuelle du document. D'abord destiné au concile de Florence, son texte est imprimé en 1506. Il prouve la fausseté du document, dont il situe la rédaction au VIIIe siècle. Cependant, il ne remet pas en cause le contenu de la donation, ce qui incite la polémique protestante à l'attaquer violemment pendant la Réforme. Ce travail est généralement considéré comme l'acte fondateur de la critique textuelle (herméneutique).

## Interprétation
L'origine exacte de la donation est sujette à controverse. Son but est de répondre au besoin de « preuve » pour expliquer la propriété du clergé qui « cherche un appui auprès des pouvoirs civils, non seulement pour défendre son bien mais aussi pour l’insérer dans un cadre qui puisse défier le temps ».
Si les motivations de la supercherie sont sujettes à spéculations, il est clair qu'elle servait les intérêts carolingiens et pontificaux. En effet, le pape souhaitait conserver le territoire que Pépin le Bref lui avait donné après avoir chassé le peuple germain qui l'occupait. L'exarchat de Ravenne était revendiqué par les Byzantins qui le possédaient avant que les Lombards ne réussissent à le reconquérir. Avec la donation de Constantin, le pape avait théoriquement le droit de conserver ce territoire.
Deux principales hypothèses de datation de cette forgerie existent : selon la première dominante parmi les chercheurs, le texte écrit à Rome daterait « des années 750-760, au moment où se noue l'alliance entre les papes et les Francs sous l'autorité de Pépin le Bref, qui aboutit au couronnement impérial de Charlemagne en 800. ».
La seconde hypothèse, qui a toujours ses partisans, considère qu'il pourrait s'agir d'un document plus tardif, rédigé par des moines francs dans les années 830-840, qui soutiennent le pape contre l'empereur Louis le Pieux, successeur de Charlemagne, à un moment de crise entre les deux pouvoirs. Il est très difficile de trancher entre les deux hypothèses. Mais dans les deux cas, nous sommes bien en présence d'un faux d'époque carolingienne, qui réutilise les Actus silvestris (it), ce récit hagiographique lui-même largement imaginaire constituant aussi la base textuelle de la mise en image de la chapelle des Santi Quattro Coronati.
Valla a des prédécesseurs. « Alors que Guillaume d'Ockham se limitait à signaler, dans son Breviloquium (1342), le caractère apocryphe de la donation (Verba prefata sunt apocripha), les humanistes s’engagèrent de plain-pied dans une nouvelle démarche. Présenté au concile de Bâle (1431-1449), le De concordantia catholica (de) (1433/1434) de Nicolas de Cues (†1464) entend dégager une solution médiane entre papauté et Empire, en vue de la réforme de l’Église. Traitant de la donation de Constantin, il traque le texte (en vain) dans les sources les plus anciennes, documents des papes et des empereurs autant que Liber pontificalis, passe au crible les premières donations des Carolingiens, distingue les canons du Décret de Gratien et les paleae postérieures (dont le Constitutum Constantini) et relève, d’après la version d’un manuscrit des Fausses Décrétales, la dépendance à l’égard de la légende de Silvestre ainsi que « d’évidentes preuves de forgerie et de fausseté » (argumenta manifesta confictionis et falsitatis)… La tendance fut poussée à son plus haut degré d’expression par Lorenzo Valla (†1457). Écrivant pour le roi d'Aragon Alphonse le Magnanime, alors aux prises avec Eugène IV (1431-1447), tout juste déposé par le concile de Bâle au profit de Félix V (1439-1449), l'humaniste romain fut le premier à consacrer, en 1440, un opuscule spécifique à la donation de Constantin. Son traité, le De falso credita et ementita Constantini donatione, ne se comprend pas sans la crise de succession que traverse le royaume de Naples, fief du Siège apostolique, dans laquelle Eugène IV soutenait René d'Anjou, rival d'Alphonse ».
La distorsion évidente entre la publicité du texte en Gaule carolingienne et l'obscurité de son statut à Rome plaide en la faveur d'un faux carolingien. De fait, les rois puis empereurs francs se voient volontiers en « héritiers spirituels » de Constantin lorsqu'ils accordent ou confirment des privilèges à la papauté :
- donation de Pépin (754).
- pactum ludovicianum, conclu par Louis le Pieux (817).
- Privilegium Ottonianum, conclu par Othon Ier (962).
- actes d'Henri II (1020).
- actes d'Henri V (1111).
- actes d'Otton IV (1201).
- actes d'Henri VII (1301).
- actes de Sigismond (1433).

Cependant, le ton, le vocabulaire et l'objectif du texte renvoient plutôt à la papauté du VIIIe siècle : la donation entend alimenter la revendication de l'évêque de Rome au moment où il construit un pouvoir pontifical destiné à supplanter les autres patriarcats.